# Bons averanys
Bons averanys (títol original, Good Omens) és una sèrie de comèdia fantàstica britànica creada i escrita per Neil Gaiman basada en la seva novel·la homònima de 1990 i de Terry Pratchett. Una coproducció de sis episodis entre Amazon Studios i BBC Studios, la sèrie va ser dirigida per Douglas Mackinnon, amb Gaiman també com a showrunner. Michael Sheen i David Tennant lideren un gran repartiment que també inclou Adria Arjona, Miranda Richardson, Michael McKean, Jack Whitehall, Nick Offerman, Brian Cox, Mireille Enos, Jon Hamm i Frances McDormand com a veu de Déu, que narra la sèrie. Ha estat subtitulada al català.
Igual que la novel·la, Bons averanys presenta diversos temes i figures cristianes i segueix diversos personatges que intenten animar o prevenir un Armageddon imminent, vist a través dels ulls de l'àngel Aziraphale i el dimoni Crowley.
Tots els episodis de la primera temporada es van publicar a Amazon Prime Video el 31 de maig de 2019 i es van emetre setmanalment a BBC Two al Regne Unit entre el 15 de gener i el 19 de febrer de 2020. Tot i que la primera temporada del programa va ser concebuda i comercialitzada com una sèrie limitada, es va renovar per una segona temporada el juny de 2021. La segona temporada s'estrenà íntegrament a Amazon Prime Video el 28 de juliol de 2023.

## Llistat de capítols

### Temporada 1 (2019)[6]
| Num. | Num. Total | Títol català                               | Títol original                               | Durada  | Data d'estrena     |
| 1    | 1          | Al principi                                | In The Beginning                             | 52 min. | 31 de maig de 2019 |
| 2    | 2          | El llibre                                  | The Book                                     | 56 min. | 31 de maig de 2019 |
| 3    | 3          | Temps difícils                             | Hard Times                                   | 58 min. | 31 de maig de 2019 |
| 4    | 4          | Els dibuixos de dissabte al matí           | Saturday Morning Funtime                     | 57 min. | 31 de maig de 2019 |
| 5    | 5          | L'arma del judici final                    | The Doomsday Option                          | 53 min. | 31 de maig de 2019 |
| 6    | 6          | L'últim dia de la resta de les seves vides | The Very Last Day of the Rest of Their Lives | 55 min. | 31 de maig de 2019 |

### Temporada 2 (2023)[6]
| Num. | Num. Total | Títol català                                                          | Títol original                                                     | Durada  | Data d'estrena       |
| 1    | 7          | L'arribada                                                            | The Arrival                                                        | 48 min. | 28 de juliol de 2023 |
| 2    | 8          | La pista, amb el miniepisodi "Un company per a les òlibes"            | The Clue featuring the minisode A Companion to Owls                | 51 min. | 28 de juliol de 2023 |
| 3    | 9          | Sé a on vaig, amb el miniepisodi "El resurreccionista"                | I Know Where I’m Going featuring the minisode The Resurrectionists | 47 min. | 28 de juliol de 2023 |
| 4    | 10         | L'autoestopista, amb el miniepisodi "Zombis nazis devoradors de carn" | The Hitchhiker featuring the minisode Nazi Zombie Flesheaters      | 48 min. | 28 de juliol de 2023 |
| 5    | 11         | El ball                                                               | The Ball                                                           | 45 min. | 28 de juliol de 2023 |
| 6    | 12         | Cada dia                                                              | Every Day                                                          | 56 min. | 28 de juliol de 2023 |